# Anatoli Gujdja
Anatoli Guidea (* 21. Januar 1977 in Nisporeni, heute Republik Moldau) ist ein moldauischer bzw. bulgarischer Ringer. Er wurde in seiner Laufbahn 2003 Europameister und 2007 Vize-Weltmeister im freien Stil im Federgewicht.

## Werdegang
Anatoli Guidea begann im Jahre 1989 in Moldau mit dem Ringen. Er konzentriert sich dabei ganz auf den freien Stil. Bei einer Größe von 1,64 Metern rang er zunächst im Bantamgewicht und steht seit 2002 im Federgewicht. Im Jahre 2000 wechselte Anatli Guidea aus wirtschaftlichen Gründen von Moldau nach Bulgarien und startet seitdem für den bulgarischen Ringerverband und für den Sportclub Litex Lovech. Während seiner Laufbahn wurde bzw. wird er von den Trainern Juri Tscherednik, Leonid Babira, Nicolae Oreol, Micho Dukow und Alexander Zubrilin trainiert. Er ist Geschäftsmann, lebt aber weitgehend vom Ringen. Er ist auch in den deutschen Ringerkreisen gut bekannt, weil er mehrere Jahre lang für den KSV Aalen an den Start ging. Ab der Saison 2011/12 wird er den SV Germania Weingarten verstärken.
Seine internationale Laufbahn, für Moldau startend, begann im Jahre 1993, als er bei der Junioren-Weltmeisterschaft (Cadets) in Duisburg in der Gewichtsklasse bis 40 kg Körpergewicht den 2. Platz hinter Adam Saitijew aus Russland, dem späteren Olympiasieger im Mittelgewicht von 2000 in Sydney, belegte. Im Jahre 1997 vertrat er Moldau auch schon bei der Europameisterschaft in Warschau im Bantamgewicht und kam dort nach zwei Siegen und zwei Niederlagen auf den 7. Platz. Im gleichen Jahr wurde er dann bei der Junioren-Europameisterschaft (Juniors) in Istanbul im Bantamgewicht hinter dem Russen Bator Dschargalow Vize-Europameister.
Für Bulgarien ging Anatoli Guidea ab dem Jahre 2000 an den Start. Er hatte dort zwar bessere Trainingsbedingungen als in Moldau, dafür aber eine wesentlich stärkere Konkurrenz durch die bulgarischen Ringer, die immer noch internationale Spitzenklasse darstellten. 2000 vertrat er Bulgarien bei der Europameisterschaft in Budapest im Bantamgewicht und erreichte dort nach Siegen über Adrian Stratu aus Rumänien und Martin Berberjan aus Armenien und einer Niederlage gegen Arif Kama aus der Türkei den 7. Platz. Bei der Europameisterschaft 2001 in Budapest verpasste er mit einem 5. Platz im Bantamgewicht knapp die Medaillen, ebenso bei der Weltmeisterschaft 2001 in Sofia, wo er im Bantamgewicht zu drei Siegen kam, gegen Guivi Sissaouri aus Kanada und David Pogosjan aus Georgien aber verlor und damit den 4. Platz belegte.
Nach einem schwächeren Jahr 2002, wo er bei der Europameisterschaft im Federgewicht in Baku nur den 13. Platz belegte, überraschte er die Ringerwelt im Jahre 2003 durch den Gewinn des Europameistertitels im Federgewicht in Riga. Er siegte dort u. a. über Mario Koch aus Deutschland und im Finale über Arif Kama. Noch im gleichen Jahr erlebte er dann bei der Weltmeisterschaft in New York eine bittere Enttäuschung. Er verlor dort gegen Yandro Miguel Quintana Ribalta aus Kuba (0:11 Punkte) und gegen Wassil Fedorischin aus der Ukraine (0:3 Punkte) und landete bei 40 Teilnehmern aufgrund seines schlechten Punktekontos (0:14) auf dem 39. Platz.
2004 belegte Anatoli Guidea bei einem Olympia-Qualifikations-Turnier in Bratislava den 2. Platz hinter Kamal Ustachanow aus Russland, kam aber bei der Europameisterschaft dieses Jahres in Ankara nach Niederlagen gegen die nicht zur europäischen Spitzenklasse zählenden Ringer Andrei Fasanek aus der Slowakei und Levani Chabradse aus Georgien nur auf den 11. Platz. Der bulgarische Ringerverband setzte daraufhin bei den Olympischen Spielen in Athen nicht ihn, sondern Iwan Djorew ein.
2005 bot Anatoli Guidea bei der Weltmeisterschaft in Budapest eine enttäuschende Leistung und verlor gegen Ilie Vasile Esir aus Moldau, womit er nur auf dem 24. Platz landete. Ab dem Jahre 2006 folgten dann aber, abgesehen von seinem Titelgewinn bei der Europameisterschaft 2003, die besten Jahre in der Ringerlaufbahn von ihm. Zwar musste er auch in jenen Jahren immer wieder Rückschläge hinnehmen, der größte Rückschlag war wohl der, dass es ihm auch im Jahre 2008 nicht gelang, sich für die Olympischen Spiele in Peking zu qualifizieren, insgesamt gewann er in den Jahren 2006 bis 2011 aber fünf Medaillen bei Welt- und Europameisterschaften. Es begann mit einem 3. Platz bei der Europameisterschaft in Moskau, den er sich mit Siegen über Murad Ramasanow aus Makedonien und Petru Toarcă aus Rumänien erkämpfte. 2007 wurde er in Sofia Vize-Europameister, wobei er im Halbfinale Adam Batirow aus Russland bezwang, im Finale sich aber gegen Wassil Fedorischin aus der Ukraine geschlagen geben musste.
2007 kam er dann bei der Weltmeisterschaft in Baku in das Finale, in dem er aber gegen den Olympiasieger von 2004 im Bantamgewicht Mawlet Batirow aus Russland unterlag. 2008 belegte Anatoli Guidea bei der Europameisterschaft in Tampere den dritten Platz und gewann damit wiederum eine Medaille. Nach einer Niederlage im Halbfinale gegen Wassyl Fedoryschyn bezwang er dabei im Kampf um den 3. Platz wiederum Adam Batirow. 2009 und 2010 gewann er bei den Welt- und Europameisterschaften keine Medaille, 2011 gelang es ihm aber sich in Dortmund bei der Europameisterschaft mit dem 3. Platz wiederum eine Bronzemedaille zu sichern. Im kleinen Finale erkämpfte er sich diese Medaille durch einen Sieg über George Bucur aus Rumänien.
Obwohl inzwischen schon 34 Jahre alt, wird er sicherlich alles daransetzen, um sich im Jahre 2012 endlich für die Teilnahme an den Olympischen Spielen in London zu qualifizieren.

## Internationale Erfolge
| Jahr | Platz | Wettbewerb                              | Gewichtskl.  | Ergebnis |
| 1993 | 2.    | Junioren-WM (Cadets) in Duisburg        | bis 40 kg KG | hinter Adam Saitijew, Russland |
| 1994 | 6.    | Junioren-WM (Juniors) in Budapest       | bis 46 kg KG | Sieger: Wilfredo Garcia Quintana, Kuba vor Iljas Sakrüoglu, Türkei |
| 1997 | 7.    | EM in Warschau                          | Bantam       | nach einem Sieg über Themistoklis Iakovidis, Griechenland, einer Niederlage gegen Sewdalin Todorow, Bulgarien, einem Sieg über Ludek Burian, Tschechien u. einer Niederlage gegen Musa Saidulbatatow, Russland |
| 1997 | 2.    | Junioren-EM (Juniors) in Istanbul       | Bantam       | hinter Bator Dscharagalow, Russland, vor Hüseyin Gezer, Türkei |
| 1998 | 3.    | Großer Preis von Deutschland in Leipzig | Bantam       | hinter Guivi Sissaouri, Kanada u. Fazli Yeter, Deutschland, vor Othmar Kuhner, Deutschland |
| 1999 | 6.    | Großer Preis von Deutschland in Leipzig | Bantam       | Sieger: Alexander Gusow, Russland vor Hossein Karimi, Iran u. Fazli Yeter |
| 2000 | 7.    | EM in Budapest                          | Bantam       | nach Siegen über Adrian Stratu, Rumänien u. Martin Berberjan, Armenien u. einer Niederlage gegen Akif Kama, Türkei                                                                                             |
| 2001 | 5.    | EM in Budapest                          | Bantam       | nach Siegen über Ismail Sufian, Makedonien u. Tevfik Odabaşı, Türkei u. einer Niederlage gegen Wassil Fedorischin, Ukraine                                                                                     |
| 2001 | 4.    | WM in Sofia                             | Bantam       | nach Siegen über Sydney Guzman Villacosta, Peru, Zsolt Bankuti, Ungarn u. Arif Abdullayev, Aserbaidschan u. Niederlagen gegen Guivi Sissaouri u. David Pogosjan, Georgien                                      |
| 2002 | 13.   | EM in Baku                              | Feder        | nach einer Niederlage gegen Arif Kama u. einem Sieg über Fekri Memisi, Makedonien |
| 2003 | 1.    | EM in Riga                              | Feder        | nach Siegen über Alexander Dawitaschwili, Niederlande, Mario Koch, Deutschland, Jaanek Lips, Estland, Petru Toarcă, Rumänien und Arif Kama                                                                     |
| 2003 | 39.   | WM in New York                          | Feder        | nach Niederlagen gegen Yandro Miguel Quintana Ribalto, Kuba u. Wassil Fedorischin |
| 2004 | 2.    | Olympia-Qualif.-Turnier in Bratislava   | Feder        | hinter Kamal Ustarchanow, Russland, vor Wassil Fedorischin u. Guivi Sissaouri |
| 2004 | 11.   | EM in Ankara                            | Feder        | nach Niederlagen gegen Adrei Fasanek, Slowakei u. Levani Chabradse, Georgien |
| 2005 | 24.   | WM in Budapest                          | Feder        | nach einer Niederlage gegen Ilie Vasirlie Esir, Republik Moldau |
| 2006 | 3.    | EM in Moskau                            | Feder        | nach einer Niederlage gegen Tevfik Odabaşı u. Siegen über Murad Ramasanow, Makedonien und Petru Toarcă |
| 2006 | 23.   | WM in Guangzhou                         | Feder        | nach einer Niederlage gegen Yogeshwar Dutt, Indien |
| 2007 | 2.    | Swiss-Grand-Prix in Martigny/Schweiz    | Feder        | hinter Yandro Miguel Quintana Ribalta, Kuba, vor Didier Païs, Frankreich u. Reneo Montero, Kuba |
| 2007 | 2.    | EM in Sofia                             | Feder        | nach Siegen über Petru Toarcă, Murad Ramasanow, Pius Zberg, Schweiz u. Adam Batirow, Russland u. einer Niederlage gegen Wassil Fedorischin                                                                     |
| 2007 | 3.    | Dan-Kolow-Memorial in Sofia             | Feder        | hinter Murad Ramasanow u. Baurschan Orasgalijew, Kasachstan |
| 2007 | 2.    | WM in Baku                              | Feder        | nach Siegen über Pius Zberg, Hassan Ibrahim Madani, Ägypten, Samat Schakupow, Kasachstan, Qin He, Volksrepublik China u. Sahit Prizreni, Albanien u. einer Niederlage gegen Mawlet Batirow, Russland           |
| 2008 | 2.    | Yasar-Dogu-Memorial in Istanbul         | Feder        | hinter Tevfik Odabaşı, Türkei, vor Petru Toarcă u. Basar Basargurujew, Kirgisistan |
| 2008 | 3.    | EM in Tampere                           | Feder        | nach Siegen über Vitas Schumakow, Litauen, Sahit Prizreni u. Alexander Karnitzki, Belarus, einer Niederlage gegen Wassil Fedorischin u. einem Sieg über Adam Batirow                                           |
| 2008 | 1.    | Dan-Kolow-Memorial in Sofia             | Feder        | vor Ismail Redschep, Bulgarien, Hassan Ibrahim Madani, Iran u. Radoslaw Welikow, Bulgarien |
| 2009 | 10.   | WM in Herning/Dänemark                  | Feder        | nach einem Sieg über Shawn Bunch, USA u. einer Niederlage gegen Maikel Antonio Perez Gonzalez, Kuba |
| 2009 | 1.    | Dan-Kolow-Memorial in Burgas            | Feder        | vor Enchsaichany Njam-Otschir, Mongolei u. George Bucur, Rumänien |
| 2010 | 16.   | EM in Baku                              | Feder        | nach einer Niederlage gegen Wassil Fedorischin |
| 2010 | 14.   | WM in Moskau                            | Feder        | nach einem Sieg über James Mancini, Kanada u. einer Niederlage gegen Alejandro Valdes Toloier, Kuba |
| 2011 | 3.    | Dan-Kolow-Memorial in Burgas            | Feder        | hinter George Bucur u. Chaibulla Schaalow, Aserbaidschan |
| 2011 | 3.    | EM in Dortmund                          | Feder        | nach einem Sieg über Rafat Statkiewicz, Polen, einer Niederlage gegen Opan Sat, Russland und Siegen über Slawomir Stofik, Slowakei u. George Bucur                                                             |

## Bulgarische Meisterschaften
Von den bulgarischen Meisterschaften ist von Anatoli Guidea nur das Resultat von 2010 bekannt. Hier siegte er im Federgewicht vor Wolodimir Dubowoi und Ivailo Dimow.

## Erläuterungen
- alle Wettkämpfe im freien Stil
- WM = Weltmeisterschaft, EM = Europameisterschaft
- Bantamgewicht, bis 1996 bis 57 kg, von 1997 bis 2001 bis 58 kg, seit 2002 bis 55 kg Federgewicht, seit 2002 bis 60 kg Körpergewicht